# Pierre Pay-Pay wa Syakassighe
Pierre Pay-Pay wa Syakassighe, né le 10 juillet 1946 à Bukavu (Sud-Kivu) et décédé le 2 septembre 2023, est un économiste et homme politique de la république démocratique du Congo. Il a occupé durant sa carrière plusieurs postes relatifs à l'économie et la finance. Il a notamment été ministre de l'économie, de l'industrie et du commerce extérieur, ministre du portefeuille, ministre des finances, président-directeur-général de la Gécamines, et gouverneur de la Banque centrale du Congo (BCC) à l'époque du Zaïre. Pierre Pay-Pay a été candidat à l'élection présidentielle de 2006, pour le compte de la Coalition des Démocrates congolais (CODECO). Il a siégé à l'assemblée nationale en tant que député  à la suite des élections législatives de 2006. Il décède à Bruxelles, le 2 septembre 2023.

## Études et formation
Après ses études secondaires, il s’inscrit à l'université Lovanium de Kinshasa d’où il sort en 1969, licencié en sciences économiques avec grande distinction. Il est immédiatement engagé à la faculté des sciences économiques en qualité d’assistant chargé des travaux pratiques d’économie politique et de statistique . Dans les années qui suivent, il est sollicité pour exercer en même temps les fonctions de directeur de cabinet du recteur de l’université Lovanium (1970), directeur de cabinet du recteur de l’université nationale du Zaïre (1971) et secrétaire du Conseil d’Administration de l'université nationale du Zaïre (1972). Pay-Pay parle couramment le swahili, le lingala, le français et l'anglais.

## Carrière professionnelle
Début 1975, il s’oriente vers le secteur privé dans le Groupe pharmaceutique MEDIPHAR dont il devient directeur général adjoint, puis administrateur directeur général. À ce titre, il est désigné vice-président du groupement de l’Association nationale des entreprises du Zaïre (ANEZA) pour le secteur pharmaceutique.

## Carrière politique

### Sous Mobutu Sese Seko

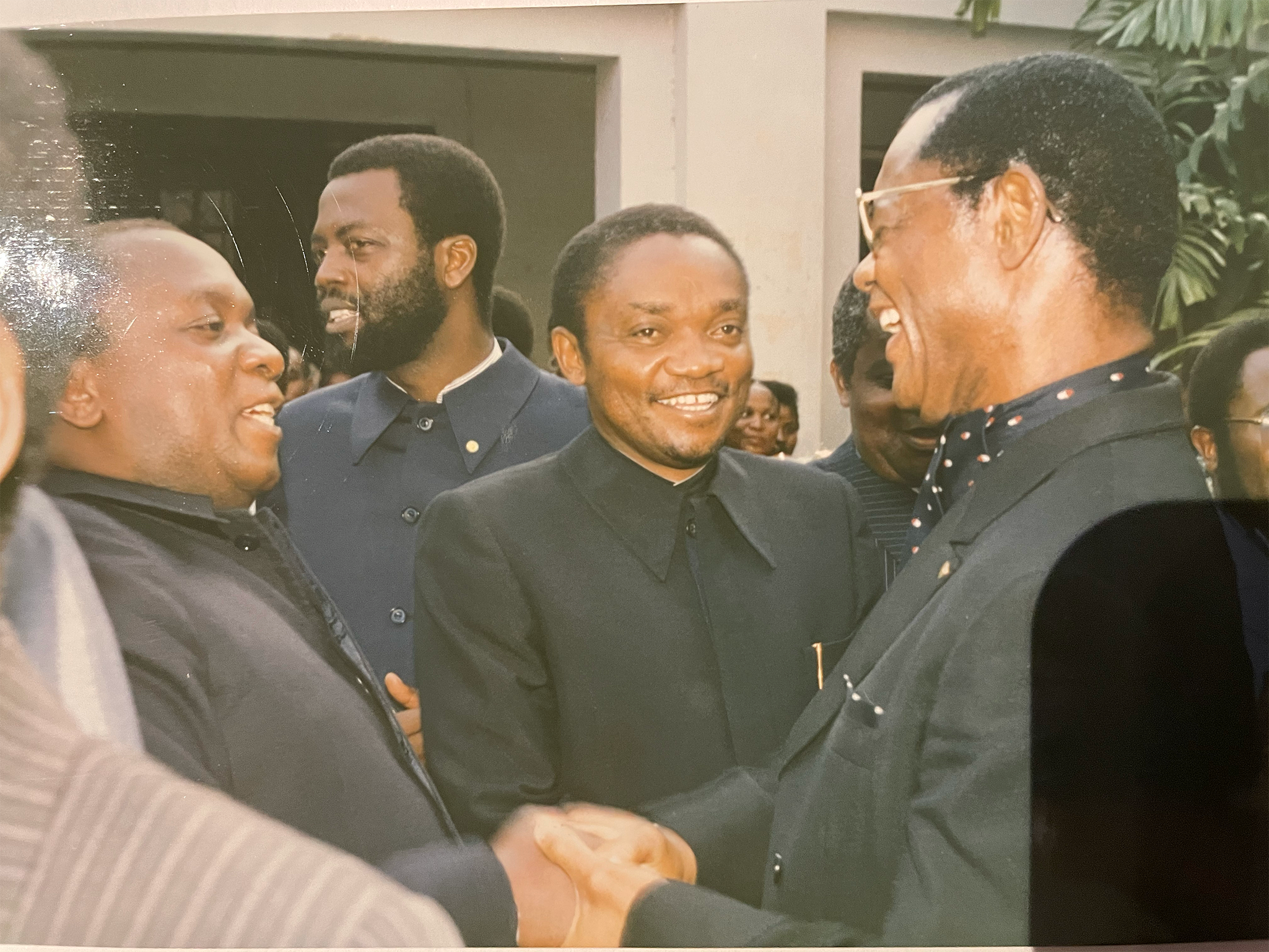
Pierre Pay-Pay en 1987.

Pierre Pay-Pay, âgé de 33 ans, est nommé le 18 janvier 1980 au gouvernement d’André Bo-Boliko au poste de commissaire d’État (nom donné aux ministres du Zaïre jusqu’à la fin des années 1980) à l’économie nationale, à l’industrie et au commerce extérieur. Il quitte ce poste le 5 novembre 1982 après la nomination du 1er gouvernement Kengo.
Dans le gouvernement Kengo, Pay-Pay occupe le poste de commissaire d’état au portefeuille. Lors du remaniement de 1983, il reprend le portefeuille de l’économie nationale et du commerce extérieur en remplacement de Jean-Gualbert Nyembo Shabani. Il devient président-directeur-général de la Gécamines commerciale en novembre 1984.
Le 12 avril 1985, alors âgé de 38 ans, Pay-Pay est nommé par Mobutu au poste de Gouverneur de la Banque Centrale du Zaïre en remplacement de Jules-Fontaine Sambwa Pida Nbangui. Il est également Gouverneur du Zaïre auprès du Fonds monétaire international. Il appose sa signature sur la monnaie zaïroise jusqu’au 30 mars 1991, date à laquelle il est remplacé par Jean-Gualbert Nyembo Shabani.
De 1992 à 1994, Pay-Pay siège comme député au parlement de la transition à la suite de la conférence nationale souveraine.
Le 6 juillet 1994, Kengo wa Dondo forme son 3e gouvernement et Pay-Pay est nommé au ministère des Finances. C’est la dernière fonction qu’il occupe sous la 2e république. Il est remplacé par Gilbert Kiakwama en février 1996.

### Exil et retour au pays
Pierre Pay-Pay part en exil à l’arrivée au pouvoir de l’AFDL en 1997.
En février 2002, il participe au Dialogue intercongolais (DIC) à Sun City (Afrique du Sud) en sa qualité de vice-président de la DCF-COFEDEC (opposition non armée).
Le 30 avril 2002, Pay-Pay fait son retour au pays et est membre de la Commission de Suivi du Dialogue intercongolais, président de la commission des marchés ainsi que député de l'Assemblée nationale de la transition.

### Candidat à l’élection présidentielle de 2006
Le 16 décembre 2005, Pierre Pay-Pay est investi candidat de la Coalition des démocrates congolais (CODECO), une plate-forme électorale qui regroupe plusieurs partis politiques. Sa candidature est soutenue par plusieurs personnalités notamment Charles Mwando Nsimba, Cléophas Kamitatu, José Endundo Bononge, Jean-Claude Muyambo . Technocrate respecté, sa candidature bouscule la donne politique,, beaucoup voyant en lui un outsider de poids face à Joseph Kabila et Jean-Pierre Bemba. Attendu dans le trio de tête ou comme arbitre du deuxième tour selon la presse,,, Pay-Pay se place finalement à la 7e place de l'élection présidentielle.
Lors de l'élection législative de 2006, il est élu député national dans la circonscription de Butembo. Choisissant la neutralité positive, Il refuse d’intégrer la majorité présidentielle et est à ce titre écarté de la CODECO qui intègre le regroupement de Joseph Kabila. Pierre Pay-Pay siège alors comme député non-inscrit.

### Depuis 2006
Le 1er octobre 2008, il crée son parti politique l'Union des démocrates chrétiens fédéralistes, un parti d’opposition démocrate-chrétien et fédéraliste qui a l'ambition de gouverner autrement en vue d'un Congo meilleur et prospère.
En mars 2018, Pay-Pay rejoint Ensemble pour le changement, une plate-forme électorale favorable à une candidature de Moise Katumbi à l’élection presidentielle de 2018. Il est membre du bureau politique et rapporteur du comité des sages de cette plate-forme.
À la suite des élections provinciales de 2018, il est élu député provincial du Nord-Kivu. Étant le député le plus âgé et conformément à la loi électorale, il dirige le bureau provisoire de l’Assemblée provinciale.
En 2021, il préface l'ouvrage de Jean Elongo Ongona, intitulé : " Bâtir l'émergence du Congo démocratique par la gouvernance "
Il décède à l’âge de 77 ans, le 2 septembre 2023, à Bruxelles.

## Activités socio-éducatives
Il a à son actif - entre autres- l'initiation et la réalisation de plusieurs projets d'hôpitaux et dispensaires en collaboration avec les Évêques du Kivu; notamment : la construction et l'équipement de l'hôpital Matanda à Butembo, la construction et l'équipement de la maternité St Pierre à Butembo.
Il a créé en janvier 1986 le Service des Pensions chargé de s’occuper des problèmes des retraités, des veuves et orphelins à charge de la Banque centrale du Zaïre.
Pay-Pay a également initié et réalisé des projets éducatifs tels que : la contribution à la finalisation du projet de l'université catholique de Bukavu (UCB), l'intervention pour l'octroi des bourses d'études aux étudiants nécessiteux, le financement des travaux de l'électrification du Grand Séminaire de Buhimba à Goma, la construction de l'école primaire de Kinyogote à Goma, la contribution à l'achèvement de l'université catholique du Graben (UCG). Il a également installé la radio et la télévision à Bukavu, Goma et Butembo.

## Autres réalisations

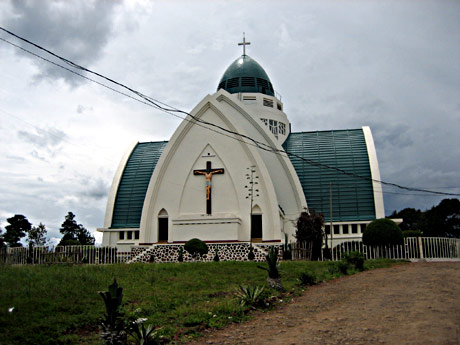
Cathédrale Notre-Dame-de-la-Paix de Bukavu

La réfection de la cathédrale Notre-Dame-de-la-Paix de Bukavu, l'encadrement des "Petits chanteurs de Bukavu" dans leurs prestations dans différentes capitales du monde, la liaison lacustre Goma-Bukavu par bateau (Lady Nadia) à des tarifs sociaux, l'encadrement par la famille Pay-Pay de quelques orphelinats dans la ville de Kinshasa, à Masina et à Ngaba. L'encadrement des maraîchers dans la zone de Dingidingi. La prise en charge par Mama Pay-Pay de plusieurs enfants de la rue.